# Castello Torrione di Sandigliano

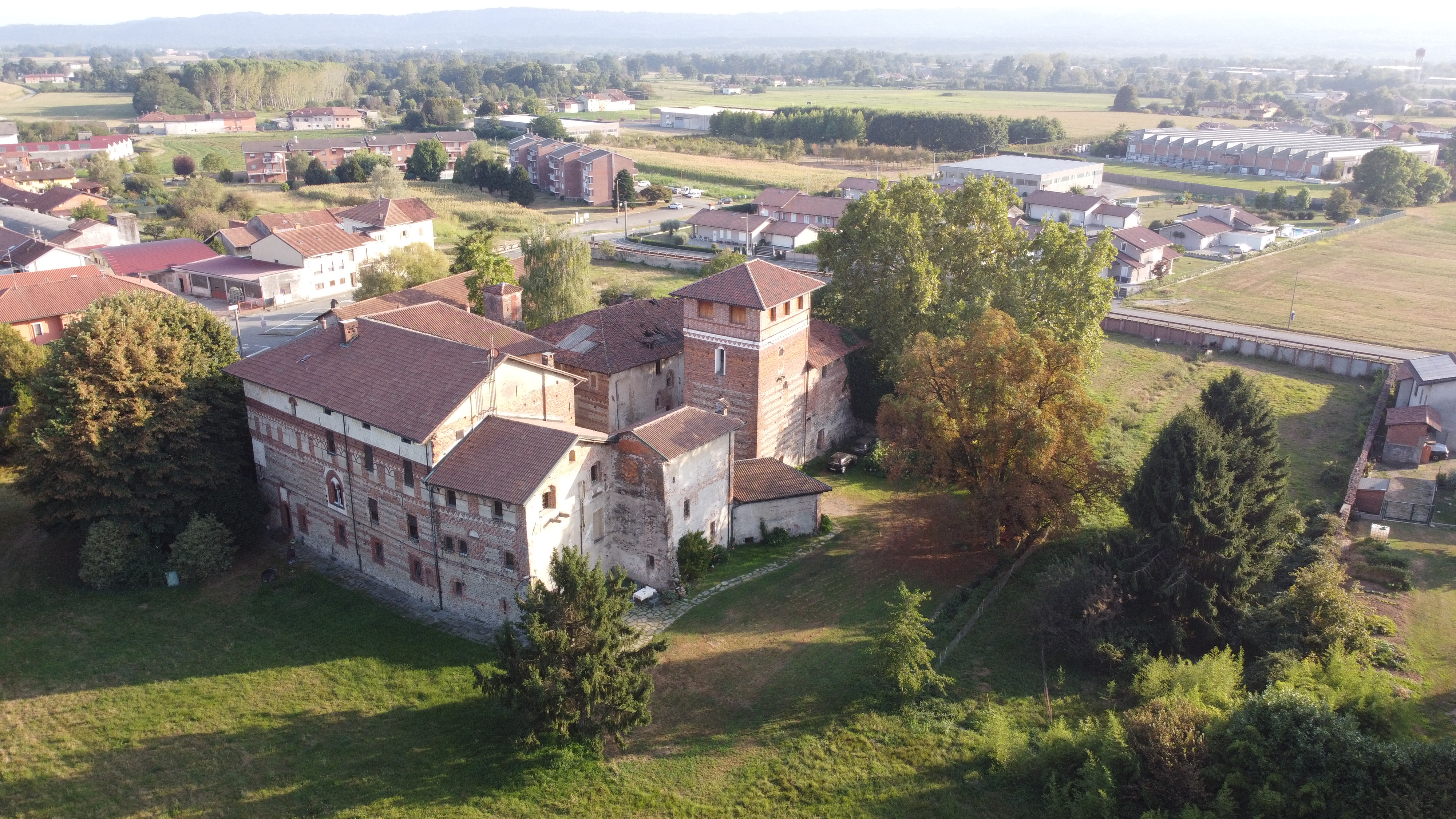

Il castello Torrione, noto anche come Castello dei Vialardi è un castello risalente al XI secolo del Biellese situato nel comune di Sandigliano.

## Storia
Il Torrione di Sandigliano sorge nel Biellese, e rappresenta uno dei più antichi manufatti della regione. Risalente all'XI secolo, questo castello ha subito diverse fasi di ampliamento e rinforzo nel corso dei secoli.
Originariamente costruito come torrione centrale, nel XIII e XIV secolo fu oggetto di significativi interventi di potenziamento, tra cui la creazione di un doppio fossato e l'installazione di torri con ponti levatoi. Tali modifiche trasformarono il castello in una roccaforte in grado di dominare l'imbocco della piana biellese dalla Serra.

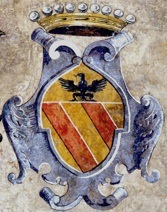
Stemma della famiglia Vialardi

Appartenente alla famiglia Vialardi per secoli, il castello ha subito numerose trasformazioni nel tempo, tra cui interventi di restauro e modifiche architettoniche. Sebbene oggi sia una proprietà privata non visitabile, conserva ancora tracce della sua lunga storia, come il dongione originale con le merlature rifatte alla guelfa e una singolare bertesca cinquecentesca.
Nonostante le trasformazioni, il Torrione rimane un'icona del potere e della storia dei Vialardi, dimostrando la capacità della famiglia di difendere la propria indipendenza anche di fronte a poteri feudali più grandi.

## Caratteristiche costruttive
Il Torrione di Sandigliano, eretto nell'XI secolo come torrione centrale, fu successivamente potenziato nel XIII e XIV secolo con un doppio fossato e torri dotate di ponti levatoi. Queste aggiunte trasformarono il castello in una fortezza imponente, che dominava la regione circostante.

## Fruizione
Sebbene attualmente di proprietà privata e non aperto al pubblico, il Torrione di Sandigliano ha avuto un ruolo significativo nella storia della regione del Biellese. Pur non essendo visitabile, il castello continua ad essere oggetto di interesse storico e architettonico, conservando tracce della sua lunga storia e delle sue antiche fortificazioni.